# Сакалум (муниципалитет)
Сакалум (исп. Sacalum) — муниципалитет в Мексике, штат Юкатан, с административным центром в одноимённом городе. Численность населения, по данным переписи 2010 года, составила 4589 человек.

## Общие сведения
Название Sacalum c майянского языка можно перевести как: белая земля.
Площадь муниципалитета равна 199 км², что составляет 0,5 % от общей площади штата, а наивысшая точка — 21 метров над уровнем моря, расположена в административном центре.
Он граничит с другими муниципалитетами Юкатана: на севере с Абалой, на востоке с Чапабом, на юге с Тикулем, и на западе с Муной.

## Учреждение и состав
Точной даты образования муниципалитета не сохранилось, но известно, что в 1825 году Сакалум был частью Партидо-де-ла-Сьерра, с центром в городе Мама, в 2010 году в его состав входило 6 населённых пунктов:
| Код INEGI                  | Населённый пункт                                                                       | Численность населения (2005 год) | Численность населения (2010 год) |
| -------------------------- | -------------------------------------------------------------------------------------- | -------------------------------- | -------------------------------- |
| 062                        | Всего                                                                                  | 4272                             | 4589                             |
| 0001                       | Сакалум (исп. Sacalum) 20°29′42″ с. ш. 89°35′23″ з. д. (административный центр)        | 3399                             | 3721                             |
| 0002                       | Сан-Антонио-Социль (исп. San Antonio Sodzil) 20°32′16″ с. ш. 89°36′20″ з. д.           | 384                              | 414                              |
| 0007                       | План-Чак (исп. Plan Chac) 20°27′08″ с. ш. 89°37′33″ з. д.                              | 267                              | 294                              |
| 0006                       | Юнку (исп. Yunkú) 20°34′43″ с. ш. 89°36′13″ з. д.                                      | 161                              | 145                              |
| 0025                       | Мария-де-Хесус-Тек-Симе (исп. María de Jesús Tek Cime) 20°29′59″ с. ш. 89°35′45″ з. д. | —                                | 11                               |
| 0016                       | Хонко (исп. Honco) 20°34′25″ с. ш. 89°35′56″ з. д.                                     | —                                | 4                                |
| 0013                       | Сан-Хуан (исп. San Juan) 20°32′45″ с. ш. 89°34′04″ з. д.                               | 47                               | —                                |
| 0019                       | Кампи (исп. Campi) 20°28′15″ с. ш. 89°36′37″ з. д.                                     | 14                               | —                                |
| Названия на карте Генштаба |                                                                                        |                                  |                                  |

## Экономика
По статистическим данным 2000 года, работоспособное население занято по секторам экономики в следующих пропорциях:
- сельское хозяйство и скотоводство — 48,4 %;
- торговля, сферы услуг и туризма — 25,1 %;
- производство и строительство — 24,7 %;
- безработные — 1,8 %.

## Инфраструктура
По статистическим данным 2010 года, инфраструктура развита следующим образом:
- протяжённость дорог: 64,3 км;
- электрификация: 96,5 %;
- водоснабжение: 100 %;
- водоотведение: 67,9 %.

## Достопримечательности
В муниципалитете можно посетить посетить бывшую асьенду Сан-Антонио-Социль, а также церковь Святого Антонио Падуанского, построенную в XVIII веке.

## Фотографии

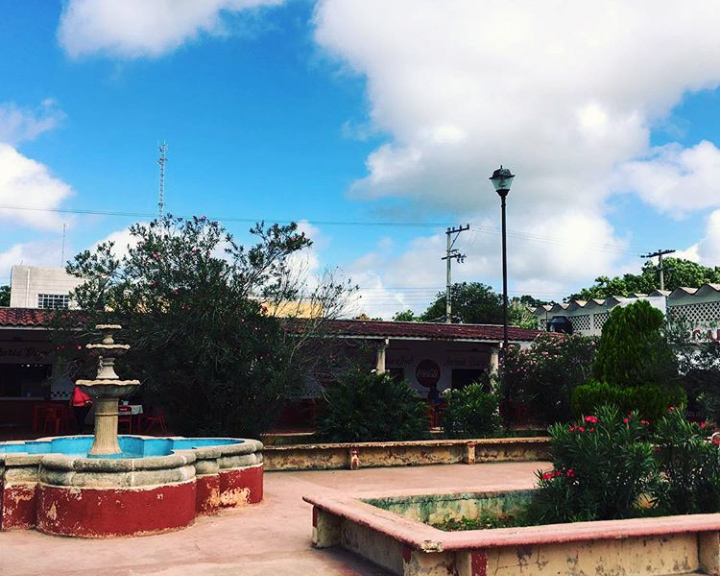
Центр в Сакалуме
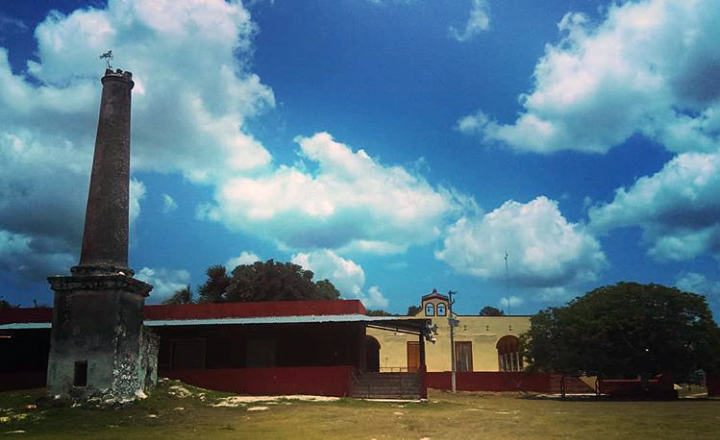
Бывшая асьенда Социль